# Байкал (Високогорски район)
Вижте пояснителната страница за други значения на Байкал.
Байкал (на руски: Байкал) е село, разположено във Високогорски район, Татарстан. Населението му през 2000 година е 24 души.